# Edwin Ramel
Edwin Ramel (* 10. Juni 1895 in Lausanne; † 30. August 1941) war ein Schweizer Dermatologe.
Ramel studierte Medizin an der Universität Lausanne und promovierte 1921. Am 15. Oktober 1925 wurde er zum ausserordentlicher Professor und – als Nachfolger von Émile Dind – Leiter der Dermatologischen Universitätsklinik Lausanne berufen. Am 15. Oktober 1938 wurde er zum Ordinarius ernannt. Er wurde durch seine Forschung in den Bereichen Hauttuberkulose und Hautkrebs bekannt. Ramel war Mitherausgeber des Journal international de dermatologie. Er starb an einem «ganz unerwartet in Erscheinung getretenen, rasch verlaufenden, gliomatösen Hirntumor».